# Sjutakt
Sjutakt är när man inom musiken räknar till sju i varje takt. Taktarten förekommer främst i österländsk folkmusik och i experimentell/progressiv rock.
Sjutakt är en så kallad "udda" taktart, och underdelningen varierar. Den vanligaste rytmiseringen är 3+2+2 (eller 3+4), men 2+2+3 (eller 4+3) förekommer också. I vissa fall används 2+3+2, men det är mindre vanligt.